# 늘푸른고등학교
늘푸른고등학교(늘푸른高等學校)는 대한민국 경기도 성남시 분당구 정자동에 있는 공립 고등학교이다.

## 학교 연혁
- 2003년 9월 26일 : 12학급 설립 인가
- 2004년 3월 1일 : 초대 조선비 교장 취임
- 2004년 3월 1일 : 늘푸른고등학교 개교
- 2004년 3월 2일 :  늘푸른고등학교 제1회 입학식(417명)
- 2007년 2월 9일 : 늘푸른고등학교 제1회 졸업식(389명)
- 2022년 9월 1일 : 제7대 박학동 교장 취임
- 2024년 1월 5일 : 제18회 졸업식(9학급 221명)
- 2024년 3월 4일 : 제21회 입학식(9학급 246명)

## 참고 자료
- 늘푸른고등학교 - 한국교육학술정보원 학교알리미